# Epipremnum ceramense
Epipremnum ceramense (Engl. & K.Krause) Alderw. – gatunek wieloletnich, wiecznie zielonych lian z rodziny obrazkowatych, pochodzących z Maluku, zasiedlających strome zbocza na brzegach wilgotnych lasów równikowych, na wysokości od 45 do 60 m n.p.m.

## Morfologia
PokrójGigantyczne liany o długości do 10 metrów.
ŁodygaU dorosłych roślin łodyga osiąga 2–3 cm średnicy. Międzywęźla osiągają długość od 1,5 do 18 cm i przedzielone są wyraźnymi, jaśniejszymi bliznami liściowymi.
KorzenieKorzenie czepne rzadkie. Korzenie powietrzne bardzo długie, wiszące wolno lub przylegające do podłoża.
LiścieKatafile i profile szybko obsychające i odpadające. Liście właściwe rozmieszczone są równomiernie. Ogonki liściowe o długości od 35 do 70 cm, tworzące pochwę liściową. Blaszki liściowe o wymiarach 50–90×20–48 cm, całobrzegie, eliptyczne do podłużno-jajowatych, twarde, niemal spiczaste, niesymetryczne, o niemal sercowatej nasadzie.
KwiatyRośliny tworzą pojedynczy kwiatostan typu kolbiastego pseudancjum, który wyrasta z pochwy liściowej. Pęd kwiatostanowy o długości od 6 do 12 cm, lekko bocznie spłaszczony, jasnozielony. Pochwa kwiatostanu łódkokształtna, haczykowato zakończona, osiągająca długość 36 cm, z zewnątrz zielona, wewnątrz kremowo-biała do jasnożółtej. Kolba o wymiarach 12–34×2,5–4,5 cm, siedząca, stożkowato-cylindryczna, żółta. Kwiaty o średnicy od 2 do 5 mm, obupłciowe, jedynie najwyżej położone sterylne i zrośnięte ze sobą w nieregularne grupy. Zalążnie o wymiarach 10–17×2–5 mm, cylindryczno-eliptyczne, silnie spłaszczone, jednokomorowe, zawierające od 2 do 3 zalążków. Szyjki słupków o długości do  mm, trapezoidalne, masywne, lekko stożkowate, zakończone równowąskim znamieniem o wymiarach około 2×0,1–0,5 mm. Pręciki 4 na kwiat, o spłaszczonych nitkach o długości 5 mm, i wąsko eliptycznych główkach o wymiarach 3–5×0,75–1 mm.
OwoceZielone, a po dojrzeniu pomarańczowe jagody. Nasiona o wymiarach około 5×4,5 mm, często pojedyncze, silnie zakrzywione, jasnobrązowe.